# Ciências formais

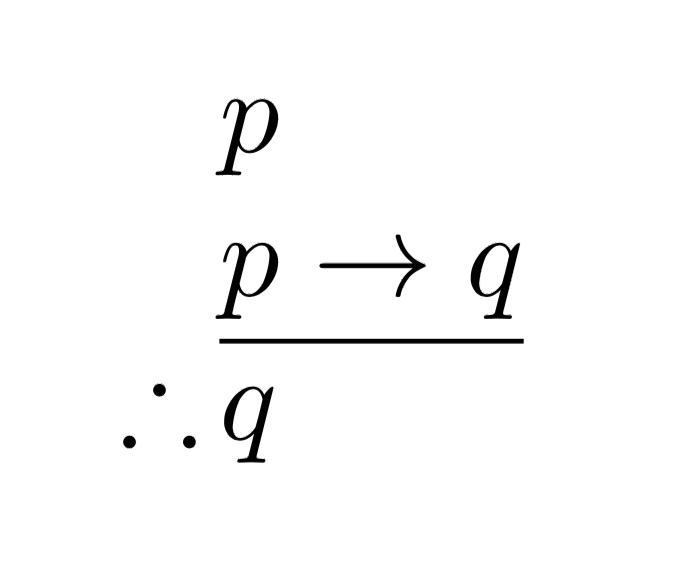
Modus ponens.

As ciências formais são os ramos da ciência que estudam os sistemas formais, como por exemplo, a lógica, matemática, teoria dos sistemas e os aspectos teóricos da ciência computacional, teoria da informação, microeconomia, teoria da decisão, estatística e linguística.
As ciências formais são construídas em cima de símbolos e regras.
A diferença entre as ciências formais e as ciências naturais é o fato das formais começarem com ideias teóricas que levam a outras ideias teóricas através do processo do pensamento, enquanto as naturais começam com a observação do mundo real que leva para modelos mais ou menos úteis para uma parte empírica da realidade. Nunca se aprende nada empírico através do estudo apenas das ciências formais. Nunca é possível provar nada empírico através do uso das ciências formais.
A matemática aplicada tenta aplicar alguns modelos matemáticos teóricos à realidade. Isso é possível dentro de certas limitações e com certas restrições e com certos limites de precisão.
Se o mapa e a realidade não se encaixam, é o mapa que está errado, e não a realidade. Um mapa é a representação teórica (modelo) da realidade.

## História
O estudo das ciências aplicadas começou antes que o das ciências formais e a formulação do método científico, com o texto matemático mais antigo datando de 1800 a.C. (matemática babilônia), 1600 a.C. (matemática egípcia) e 1000 a.C. (matemática indiana). A partir daí diferentes culturas como os matemáticos indianos, gregos e islâmicos fizeram grandes contribuições à matemática, enquanto os chineses e japoneses desenvolveram independentemente suas próprias tradições matemáticas.
Além da matemática, a lógica é outro dos assuntos mais antigos das ciências formais. A lógica como uma análise explícita do método de raciocínio recebeu um constante desenvolvimento originalmente em três locais : Índia no século VI a.C., China no século V a.C., e Grécia entre o século IV a.C. e século I a.C.. O tratamento sofisticado da lógica moderna descende das tradições gregas, sendo informada da transmissão da lógica aristoteliana, que foi posteriormente desenvolvida pelos islâmicos. A tradição indiana também continuou até o período moderno. As tradições chinesas nativas não sobreviveram além da antiguidade, apesar da lógica indiana ter sido posteriormente adotado na China medieval.
Como as outras disciplinas das ciências formais dependem muito da matemática, elas não existiam até que a matemática tivesse se desenvolvido até um nível relativamente avançado. Pierre de Fermat e Blaise Pascal (1654), e Christiaan Huygens (1657) iniciaram os estudos iniciais de teoria da probabilidade (estatística) no século XVII.
Na metade do século XX, estudos baseados na matemática como investigação operacional e engenharia de sistemas foram desenvolvidos. O surgimento dos computadores deu um grande impulso a essas ciências e para a teoria da computação e teoria da informação, permitindo que o estudo de sistemas complexos além do alcance das técnicas matemáticas tradicionais. O desenvolvimento dessas disciplinas deixou claro que a matemática era apenas uma das muitas ciências formais.

## Relação com a ciência
É discutível se as ciências formais são, além das ciências naturais e ciências sociais, o terceiro ramo da ciência, e algumas das disciplinas das ciências formais como matemática e estatística são por vezes referenciadas como ciências naturais. Por exemplo, Carl Friedrich Gauss se referiu a matemática como "a Rainha das Ciências". Em algumas universidades notáveis, por exemplo Imperial College London e Tokyo University, seus departamentos de matemática/estatística estão como ciência natural ou ciência.
A mudança constante da definição da palavra ciência pode ser a causa primária para essa confusão. No latim original e em outras línguas, a palavra correspondente a ciência significa (campo de) conhecimento. Não há duvidas portanto que a matemática é, nesse sentido, uma ciência. A especialização restringindo o significado do método científico moderno foi feita posteriormente.
A noção que as ciências formais são também ciências naturais é também atribuída para a proximidade da relação entre a ciência formal e disciplinas como a física e química. Atualmente, matemática e estatística são muito aplicadas nas ciências naturais e sociais e são essenciais para a maioria dos pesquisadores nessas áreas.
A intenção original dos pesquisadores em estudar matemática seria outra razão. Desde o início da história da matemática, até os séculos mais recentes, os matemáticos acreditavam que o mundo físico era construído de acordo com a matemática. Por exemplo, Pitágoras acreditava que tudo estava relacionado com a matemática e que os números eram a última realidade. Mais tarde, Isaac Newton também pensou que Deus usou a matemática para modelar o mundo, e assim o estudo da matemática seria idêntico ao estudo da natureza. Então não é surpresa que a matemática e outras ciências formais relacionadas tenham sido consideradas como ramos das ciências naturais.
Por outro lado, muitos pesquisadores se opõem a inclusão das ciências formais como um ramo das ciências. Eles admitem que a ciência formal é uma ferramenta muito poderosa para as ciências naturais e sociais, mas isso não significa que a ciência formal é uma ciência. O principal motivo para isso é a definição que eles têm de ciência: disciplinas que usam o método científico que possui como bases a observação e o estudo empírico. Como o conhecimento nas ciências formais são a priori e sempre construídas por leis de dedução de axiomas e definições sem nenhum estudo empírico, eles não aceitam classificar as ciências formais como um ramo das ciências.

## Campos
É aceito consensualmente a inclusão da Matemática, Estatística, Lógica, Ciência da computação e Ciência de sistemas. Pela definição tradicional também seriam incluídas a Química e Física, mas apenas as vertentes teóricas das mesmas.